# 帕米尔雀麦
帕米尔雀麦（学名：Bromus pamiricus），为禾本科雀麦属下的一个植物种。产新疆。生于多石山坡，海拔3500-4000米。分布于阿富汗、帕米尔。模式标本采自帕米尔高原。